# Karlheinz Biller
Karlheinz Biller (* 22. April 1941 in Nürnberg) ist ein deutscher Pädagoge und emeritierter Professor der Christian-Albrechts-Universität zu Kiel.

## Leben
Er promovierte 1975 magna cum laude (Dr. phil.) an der Friedrich-Alexander-Universität Erlangen-Nürnberg mit einer Arbeit zur Funktion von Sprache, Literatur und Kritik in der Pädagogik der Utilitaristen zur Zeit John Stuart Mills. 1981 wurde er Professor an der PH Kiel, die 1994 in der Universität zu Kiel aufging. Bis 2006 lehrte er dort Pädagogik.
Von 1999 bis 2003 war Biller Vorsitzender der Deutschen Gesellschaft für Logotherapie. Seine Forschungsschwerpunkte liegen in der Entwicklung eines mehrperspektivischen personalen Ansatzes zur Erklärung von Gewalt sowie einer sinnorientierten Pädagogik.

## Schriften (Auswahl)
Seine Arbeiten haben maßgeblich zur Verbreitung und Weiterentwicklung der Logotherapie und einer sinnorientierten Pädagogik beigetragen.
- Unterrichtsvorbereitung. Probleme und Materialien (hrsg. mit Hans-Karl Beckmann). Braunschweig: Westermann 1978, ISBN 3-14-167178-8.
- Unterrichtsstörungen. Stuttgart: Klett, 2. Auflage 1981 (erstm. 1979), ISBN 3-12-920601-9.
- Schulisches Unbehagen und Erziehung. Ein Beitrag zur Entwicklung einer Schulpathologie. Baltmannsweiler: Schneider 1988, ISBN 3-87116-607-3.
- Vom Kaiserreich zur Ausserparlamentarischen Opposition (APO). Eine Lehrerin erzählt aus ihrem Leben. Ein Beitrag zur pädagogischen Kasuistik. Baltmannsweiler: Schneider 1988, ISBN 3-87116-621-9.
- Pädagogische Kasuistik. Eine Einführung. Baltmannsweiler: Schneider 1988, ISBN 3-87116-622-7.
- Habe Sinn und wisse Sinn zu wecken! Sinntheoretische Grundlagen der Pädagogik. Baltmannsweiler: Schneider 1991, ISBN 3-87116-683-9.
- Pädagogik, schöne Literatur und menschliches Glück. Die Funktion der Literatur in der Pädagogik der Utilitaristen zur Zeit John Stuart Mills. Münster: Waxmann 1991, ISBN 3-89325-076-X.
- Bildung – integrierender Faktor in Theorie und Praxis: ein Gesamtkonzept auf sinntheoretischer Grundlage als Antwort auf aktuelle Herausforderungen. Weinheim: Deutscher Studien Verlag 1994, ISBN 3-89271-527-0.
- Bildung erwerben in Unterricht, Schule und Familie. Ein Beitrag zur Pädagogik der Schule und Familie. Lang: Frankfurt a. M. 1996, ISBN 3-631-50052-1.
- Viktor E. Frankl, Gesammelte Werke, Band 1–5 (hrsg. mit Alexander Batthyany und Eugenio Fizzotti). Wien/Köln/Weimar: Böhlau 2005–2018, ISBN 3-205-77351-9.
- Wörterbuch der Logotherapie und Existenzanalyse von Viktor Emil Frankl (2008, mit Maria de Lourdes Stiegeler). Wien/Köln/Weimar: Böhlau 2008, ISBN 978-3-205-77755-7.